# Горње Добрево
Горње Добрево (алб. Miradi e Epërme, Dobrevë e Epërme) је насеље у општини Косово Поље, Косово и Метохија, Република Србија.

## Географија
Село је у равници, у углу између Дренице и Ситнице, на пола километра испред њихових саставака. Обе реке теку ивицом села.

## Историја
Село је основано 1864. колонизацијом Черкеза исељених из своје постојбине која им је тада била под Русима. Кад се Србија у рату 1877-78. примакла Косову, они су се сви иселили према југу, а у њихове се куће и на њихова имања уселили мухаџири из тада ослобођених крајева Србије. Како Косово у том рату није потпало под Србију, то се неки од тих исељеника Черкеза и неки од Черкеза исељених из других села после извесног времена врате у ово село, али им мухаџири нису уступили имања, те су морали куповати земљу од њих, неки чак куповали земљу која је раније била њихова својина. За балканског рата је черкеских кућа било 19 и одмах су се по свршетку рата, 1913. све иселиле у Турску. Тад се у Турску иселио и један број мухаџира.

## Порекло становништва по родовима
Подаци о пореклу становништва из тридесетих година XX века.
Албански мухаџири досељени 1878.
- Речиц (5 к.), од фиса Тсача, из Речице у Топлици.
- Џини Поток (1 к.), од фиса Тсача, из Житног Потока у Топлици.
- Бериљ (1 к.), од фиса Гаша, из Бериља у Топлици.
- Гојновц (2 к.), од фиса Климената, из Гојновца у Топлици.
- Брезниц (3 к.), од фиса Гаша, из Бреснице (Врање).
- Бријан (1 к.), од фиса Климената, из Бријања (Лесковац).
- Црквиц (1 к.), од фиса Краснића, из Црквице у Јабланици.
- Драновц (1 к.), од фиса Краснића, из Дреновца у Топлици.

Колонисти и аутоколонисти
- Ердељановић (1 к.),  Жебељановић (1 к.),  Вукосављевић (1 к.),  Венчевић (1 к.) из Косанчића у Топлици, прва два 1919, а други 1921.
- Ђукић (1 к.) 1921. из Александрова у Топлици.
- Стевановић (1 к.), досељен из Топлице 1927. као бакалин.
- Николић (1 к.) 1921. и  Бошњаковић (1 к.) 1924. из Ужица.
- Новаковић (3 к.) 1920-1922,  Милошевић (1 к.) 1920,  Пиперац (1 к.) 1922. и  Ашлер (1 к., Мађар) 1923. из Сакуле (Ковачица, Банат).
- Душанић (1 к.) и  Сретковић (1 к.) 1914. из Баваништа у Банату на купљена имања.
- Жегарац (1 к.) 1922. и  Продановић (1 к.) 1924. из Ћенте (Ковачица, Банат).
- Добрић (1 к.) 1914, из Титела (Бачка) на купљено имање.
- Јовичићи (2 к.) 1923,  Најић (1 к.) 1923. из Пећинаца (Срем).
- Јајић (1 к.) 1921. из Сурдука (Срем).
- Милосављевић (1 к.) 1921. из Карловчића (Срем).
- Рогулић (1 к.) 1923. из Петровчића (Срем).
- Бајић (1 к.) 1919. из Саса (Срем).
- Ђорђевић (1 к.) 1926. од Руме (Срем).
- Фарага (1 к., Словак), 1924, из Старе Пазове (Срем).
- Самарџић (1 к.) 1919. из Кривошија (Бока).
- Антонић (1 к.) Словенац, 1930, из Словеније.

Повратници из Бугарске
- Бакић (1 к.). Из Модуша (Јаша Томић) прешао у Бугарску 1910. и живео у околини Плевена. У Г. Добрево досељен 1923.
- Јовановићи (2 к.). Из Иланџе (Ковачица, Банат) прешли у Бугарску (код Плевена) где су живели око 20 година. У Г. Добрево досељени 1923.
- Мећевићи (2 к.). Из Идвора (Ковачица, Банат), прешли у Бугарску, у околини Бургаса, где су живели 33 године. У Г. Добрево досељени 1920.
- Годочевић (1 к.). Из Српске Неузине у Банату прешао у Бугарску, у село Војакево (Бургас), где је живео од 1897. до 1921. кад се доселио у Г. Добрево.
- Тиринда (5 к., Словаци). Из Старе Пазове препши у Бугарску, у околину Бургаса, где су живели 10 година. У Г. Добрево досељени 1920.
- Владисављевић (1 к.). Из Деча (Рума, Срем) прешао у Бугарску, у село Војаково (Бургас), где је живео око 10 година. У Г. Добрево досељен 1920.
- Ђорћевић Владо (1 к.). Из Самоша (Алибунар, Банат) прешао у Бугарску, у село Војводово (срез Орехово), где је живео 33 године. У Г. Добрево се доселио 1921.

## Демографија
| Година       | 1948 | 1953 | 1961 | 1971 | 1981 | 1991 |
| ------------ | ---- | ---- | ---- | ---- | ---- | ---- |
| Становништво | 565  | 612  | 778  | 1130 | 1340 | 1568 |

|  |